# 2004년 인도양 지진해일이 몰디브에 끼친 영향
2004년 인도양 지진해일로 몰디브 공화국은 9개 섬을 제외한 모든 섬이 피해를 입었다. 또한 쓰나미가 몰디브를 강타해서 82명이 사망하고 24명이 실종 및 사망 추정으로 보고되었다. 수도인 말레의 2/3가 당일 새벽에 침수되었다. 외곽의 저지대 환초는 심한 영향을 받았으며 일부 대형 리조트를 포함한 저지대 섬은 쓰나미가 가장 높았을 때 섬 전체가 물에 잠기기도 했다.
몰디브 정부는 국가재난사태를 선포하고 특별대책반을 구성해 구호하고 물품을 배분했다. 하지만 구조 활동은 1천개가 넘는 섬 사이 통신 기능 상실과 재난대처계획의 부족으로 많은 어려움을 겪었다.
총 피해액은 약 4억 6천만 달러로 추정되며 이는 몰디브 전체 GDP의 62%를 차지한다.